# عتبة بن أبي سفيان
عتبة بن أبي سفيان هو عتبة بن أبى سفيان بن حرب بن أمية بن عبد شمس بن عبد مناف بن قصي ابن كلاب بن مرة بن كعب بن لؤي بن غالب.

## حياته[2][3]
- ولد عَلَى عهد النبي محمد ويكنى أَبَا الْوَلِيد , ولاه عُمَر بْن الخطاب الطائف وصدقاتها , أدرك عثمان بن عفان، وشهد معه الدار , ولما مات عَمْرو بْن العاص ولى معاوية أخاه عتبة مصر فقدمها في ذي القعدة سنة ثلاث وأربعين هجرية , وأقام عليها سنة , وجعل على شرطته زكريا بن جهم. وأقام أشهراً ثم وفد على أخيه بوفد من أشراف أهل مصر. واستخلف على مصر عبد الله بن قيس بن الحارث بن عياش بن ضبيع التجيبي، أحد بني زميلة، وكانت أمه أخت أبي الأعور السلمي. وكانت فيه شدة على بعض أهل مصر. فكرهوا ولايته عليهم، وامتنعوا منها. فبلغ ذلك عتبة، فرجع إلى مصر.[4]

- وكان فصيحًا خطيبًا، قيل: يقال: إنه لم يكن فِي بني أُمَيَّة أخطب منه ، خطب أهل مصر يومًا، فَقَالَ: يا أهل مصر، خف عَلَى ألسنتكم مدح الحق ولا تأتونه، وذم الباطل وأنتم تفعلونه، كالحمار يحمل أسفارًا يثقله حملها ولا ينفعه علمها، وَإِني لا أداوي داءكم إلا بالسيف، ولا أبلغ السيف ما كفاني السوط، ولا أبلغ السوط، ما صلحتم بالدرة، فالزموا ما ألزمكم اللَّه لنا تستوجبوا ما فرض اللَّه لكم علينا، وهذا يَوْم ليس فِيهِ عقاب، ولا بعدة عتاب، والسلام.

- قال يموت بن المزرع قال: حدثنا أبو حاتم سهل بن محمد قال: أخبرنا العتبي، عن أبيه قال: " استخلف عتبة بن أبي سفيان ابن أخت لأبي الأعور السلمي على أهل مصر. وكانت له شدة على بعض أهل مصر، فامتنعوا عليه. فكتب إلى عتبة. فقدمها فدخل المسجد، ورقي على المنبر. فحمد الله وأثنى عليه، وقال: " يا أهل مصر! قد كنتم تعذرون ببعض المنع منكم لبعض الجور عليكم. وقد وليكم من إن قال فعل، فإن أبيتم درأكم بيده، فإن أبيتم درأكم بسيفه. ثم جاء في الآخر ما أدرك في الأول: إن البيعة شائعة، لنا عليكم السمع، ولكم علينا العدل، وأينا غدر فلا ذمة له عند صاحبه. فناداه المصريون من جنبات المسجد: سمعاً، سمعاً. فناداهم: عدلاً، عدلاً. ثم نزل " .

- قال الحسين بن يعقوب التجيبي قال: حدثني أحمد بن يحيى بن وزير قال: حدثني عبد العزيز بن أبي ميسرة الحضرمي، عن أبيه قال: لما وفد عتبة على معاوية في وجوه الجند، استخلف عبد الله ابن قيس التجيبي من بني زميلة على الجند. وقدم عتبة على معاوية. فسأل عنه الوفد فقال: ما تقولون في أميركم؟ فقال أبو عبادة صلّ بن عوف المعافري، أحد بني خُليف: يا أمير المؤمنين، حوت بحر، ووعل بر، فقال معاوية لعتبة: اسمع ما تقول فيك رعيتك! فقال: صدقوا يا أمير المؤمنين، وليتني الصلاة ، وزويت عني الخراج ، فأكره أن أظهر لهم فيسألوني عليها " .

- شهد صفين مَعَ أخيه معاوية، وكذلك شهد أيضًا الحكمين بدومة الجندل، وله فِيهِ أثر كبير، وكان قَدْ شهد الجمل مَعَ عَائِشَة، فذهبت عينه يومئذ.

## نهاية حياته ووفاته
وعقد عتبة لعلقمة بن يزيد الغطيفي على الإسكندرية ، في اثني عشر ألفاً من أهل الديوان ، يكونون بها رابطة. فكتب علقمة يشكو قلة من معه من الجند، وأنه يتخوف على نفسه وعليهم. فخرج عتبة إلى الإسكندرية مرابطاً، في ذي الحجة سنة أربع وأربعين هجرية .
فابتنى دار الإمارة التي في الحصن القديم. وتوفي بها ، ودفن بمنية الزجاج. واستخلف على مصر عقبة بن عامر الجهني . فكانت ولايته عليها سنة وشهراً.

## روايته للحديث[6]
روى حسين بن عطية قال: لما نزل بعتبة بن أبي سفيان الموت اشتد جزعه، فقيل له: ما هذا الجزع؟ قال: أما إني سمعت أم حبيبة يعني أخته تقول: قال رسول الله صَلَّى اللهُ عَلَيْهِ وَسَلَّمَ: من صلى أربعاً قبل الظهر، وأربعاً بعدها، حرم الله لحمه على النار. فما تركتهن منذ سمعتها .